# Kuthagodu, Sringeri
Kuthagodu là một làng thuộc tehsil Sringeri, huyện Chikmagalur, bang Karnataka, Ấn Độ.